# Rafael Calvo Ruiz de Morales
Rafael Calvo Ruiz de Morales (Madrid, 15 de noviembre de 1886-Madrid, 1966) fue un actor español que participó en una sesentena de películas a lo largo de su trayectoria profesional, que abarcó desde 1923 hasta 1964. También destacó como actor de doblaje.
Fue el padre de los también actores Rafael Luis Calvo y Eduardo Calvo.

## Filmografía completa
- Para toda la vida (1923)
- Currito de la Cruz (1926)
- Pilar Guerra (1926)
- El Conde de Maravillas (1927)
- La ilustre fregona (1927)
- La loca de la casa (1927)
- Doña Juana (1928)
- Prim (1930)
- ¿Conoces a tu mujer? (1931)
- Cuerpo y alma (1931)
- Eran trece (1931)
- Esclavas de la moda (1931)
- Hay que casar al príncipe (1931)
- La ley del harem (1931)
- Mamá (1931)
- Sombras del circo (1931)
- La verbena de la Paloma (1935)
- Rumbo al Cairo (1935)
- Nuestra Natacha (1936)
- Nuestro culpable (1938)
- Santa Rogelia (1939)
- Marianela (1940)
- Sin novedad en el Alcázar (1940)
- La muchacha de Moscú (1941)
- La danza de fuego (1942)
- L'usuraio (1943)
- La hija del circo (1945)
- Viento de siglos (1945)
- El crimen de la calle de Bordadores (1946)
- Héroes del 95 (1946)
- La próxima vez que vivamos (1946)
- El traje de luces (1947)
- El verdugo (1947)
- Fuenteovejuna (1947)
- La calumniada (1947)
- La nao Capitana (1947)
- Un viaje de novios (1947)
- Alhucemas (1948)
- Cita con mi viejo corazón (1948)
- Hoy no pasamos lista (1948)
- Sin uniforme (1948)
- Aventuras de Juan Lucas (1949)
- El Rey de Sierra Morena (1949)
- Yo no soy la Mata-Hari (1949)
- El final de una leyenda (1950)
- Sangre en Castilla (1950)
- Servicio en la mar (1951)
- Correo del Rey (1951)
- Em Nar, la ciudad de fuego (1951)
- Quema el suelo (1951)
- Carne de horca (1953)
- Como la tierra (1953)
- Viento del norte (1954)
- Marcelino, pan y vino (1954)
- Señora ama (1955)
- Suspenso en comunismo (1955)
- Fedra (1956)
- No estamos solos (1956)
- Un tesoro en el cielo (1956)
- ¿Dónde vas triste de ti? (1960)
- Toro bravo (1960)
- La caída del Imperio romano (1964)
- Piso de soltero (1964)